# Matthew Gray Gubler
Matthew Gray Gubler (n. 9 martie 1980) este un actor american, regizor, fotomodel. Este cunoscut pentru rolul său din serialul de televiziune Criminal Minds difuzat de CBS. Gubler a apărut și în The Life Aquatic  cu Steve Zissou, (500) Days of Summer, Life After Beth și îi dă voce lui Simon din Alvin and the Chipmunks.

##### Filme
| Anul | Titlul                               | Rolul                    |
| ---- | ------------------------------------ | ------------------------ |
| 2004 | The Life Aquatic with Steve Zissou   | Intern #1                |
| 2006 | RV                                   | Joe Joe                  |
| 2007 | Alvin și veverițele                  | Simon                    |
| 2008 | The Great Buck Howard                | Russell                  |
| 2008 | How to Be a Serial Killer            | Bart                     |
| 2009 | (500) Days of Summer                 | Paul                     |
| 2009 | Alvin și veverițele 2                | Simon                    |
| 2010 | The Ugly Life of a Beautiful Girl    | Ziggy                    |
| 2011 | All-Star Superman                    | Jimmy Olsen              |
| 2011 | Scooby-Doo! Legend of the Phantosaur | Winsor                   |
| 2011 | Magic Valley                         | Mok                      |
| 2011 | Alvin și veverițele: Naufragiați     | Simon                    |
| 2012 | Excision                             | Domnul Claybaugh         |
| 2014 | Life After Beth                      | Kyle Orfman              |
| 2014 | Suburban Gothic                      | Raymond                  |
| 2014 | Hot Air                              |                          |
| 2014 | Batman: Assault on Arkham            | Edward Nygma/The Riddler |

##### Seriale
| Anul         | Titlul                  | Rolul               | Note                     |
| ------------ | ----------------------- | ------------------- | ------------------------ |
| 2005         | Arrested Development    | Hiker               | Sezonul 2 Episodul 9     |
| 2005-prezent | Criminal Minds          | Dr. Spencer Reid    | Rol principal            |
| 2011         | Celebrity Ghost Stories | El                  | Sezonul 3 Episodul 4     |
| 2012         | The Beauty Inside       | Alex #26 / Alex #46 | Sezonul 1 Episoadele 3+4 |

1. ↑  „Matthew Gray Gubler”, Internet Movie Database
2. ↑  CONOR.SI[*] Verificați valoarea |titlelink= (ajutor)